# Лаутерхофен
Лаутерхофен (њем. Lauterhofen) град је у њемачкој савезној држави Баварска. Једно је од 19 општинских средишта округа Нојмаркт (Горњи Палатинат). Према процјени из 2010. у граду је живјело 3.628 становника. Посједује регионалну шифру (AGS) 9373140.

## Географски и демографски подаци
Лаутерхофен се налази у савезној држави Баварска у округу Нојмаркт (Горњи Палатинат). Град се налази на надморској висини од 480 метара. Површина општине износи 83,0 km². У самом граду је, према процјени из 2010. године, живјело 3.628 становника. Просјечна густина становништва износи 44 становника/km².